# Mládzovo
Mládzovo (allemand : Königsthal,  hongrois : Nemesfalva) est un village de Slovaquie situé dans la région de Banská Bystrica.

## Histoire
La première mention écrite du village date de 1436.

## Démographie

### Évolution de la population
| Année:               | 1994. | 2004.    | 2014. | 2024.    |
| -------------------- | ----- | -------- | ----- | -------- |
| Nombre de personnes: | 118   | 104      | 104   | 122      |
| Différence:          |       | -11,86 % | +0 %  | +17,30 % |

| Année:               | 2023. | 2024.    |
| -------------------- | ----- | -------- |
| Nombre de personnes: | 110   | 122      |
| Différence:          |       | +10,90 % |